# نات هدسون
نات هدسون (بالإنجليزية: Nat Hudson)‏ هو لاعب كرة قاعدة أمريكي، ولد في 12 يناير 1859 في شيكاغو في الولايات المتحدة، وتوفي بنفس المكان في 14 مارس 1928.

## وصلات خارجية
- نات هدسون على موقعبيزبول رفرنس.كوم (الدوري الرئيسي) (الإنجليزية)
- نات هدسون على موقعبيزبول رفرنس.كوم (الدوري الثانوي) (الإنجليزية)